# Heterophoxus ellisi
Heterophoxus ellisi är en kräftdjursart som beskrevs av Jarrett och Edward Lloyd Bousfield 1994. Heterophoxus ellisi ingår i släktet Heterophoxus och familjen Phoxocephalidae. Inga underarter finns listade i Catalogue of Life.